# Billy Crudup

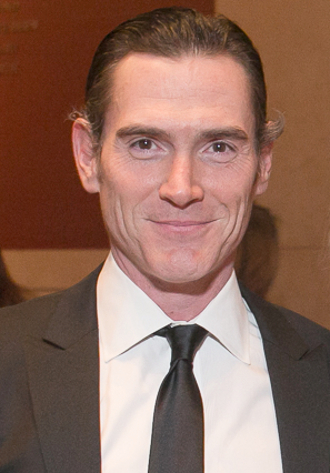
Billy Crudup (2015)

Billy Crudup (* 8. Juli 1968 in Manhasset, Long Island, New York) ist ein US-amerikanischer Film- und Theaterschauspieler.

## Beruflicher Werdegang
Crudup absolvierte die St. Thomas Aquinas High School in Fort Lauderdale und machte seinen Master-Abschluss in Fine Arts an der New York University. Erste Auszeichnungen erhielt Crudup für seine Auftritte am Broadway in dem Stück Arcadia von Tom Stoppard. Seine Leinwandkarriere begann er im Jahr 1996 mit einer Rolle in Woody Allens Musical-Spielfilm Alle sagen: I love you. In Sleepers von Barry Levinson spielte er im gleichen Jahr einen in der Kindheit missbrauchten Jungen, der später auf die schiefe Bahn gerät, wodurch er international einem breiteren Publikum auffiel.
Seitdem hat Crudup die Darstellung unterschiedlichster Charaktere in zahlreichen Film, TV- und Bühnenproduktionen übernommen.
2007 erhielt er einen Tony Award als Bester Nebendarsteller für seine Rolle in dem Broadwaystück The Coast of Utopia, ebenfalls von Tom Stoppard.

## Privates
Von 1996 bis 2003 war er mit der Schauspielerin Mary-Louise Parker liiert, mit der er einen Sohn hat. Während der Dreharbeiten zu Stage Beauty im Jahr 2003 lernte er die Schauspielerin Claire Danes kennen und die beiden wurden ein Paar. Sie trennten sich 2006. 2017 lernte er bei den Dreharbeiten zur Fernsehserie Gypsy die Schauspielerin Naomi Watts kennen, mit der er seitdem liiert war. Am 9. Juni 2023 heirateten Naomi Watts und Billy Crudup.

## Filmografie (Auswahl)
- 1996: Alle sagen: I love you (Everyone Says I Love You)
- 1996: Sleepers
- 1997: Prinzessin Mononoke (Mononoke-hime, Sprechrolle)
- 1997: Die Abbotts – Wenn Haß die Liebe tötet (Inventing the Abbotts)
- 1998: Monument Ave. (Snitch)
- 1998: Hi-Lo Country
- 1998: Without Limits
- 1999: Jesus’ Son
- 2000: Waking the Dead
- 2000: Almost Famous – Fast berühmt (Almost Famous)
- 2002: Die Liebe der Charlotte Gray (Charlotte Gray)
- 2003: Big Fish
- 2004: Stage Beauty
- 2005: Liebe ist Nervensache
- 2006: Mission: Impossible III
- 2006: Der gute Hirte (The Good Shepherd)
- 2007: Dedication
- 2009: Watchmen – Die Wächter (Watchmen)
- 2009: Public Enemies
- 2010: Eat Pray Love
- 2011: Too Big to Fail – Die große Krise
- 2012: The Watch – Nachbarn der 3. Art (The Watch)
- 2013: Blood Ties
- 2014: Rudderless
- 2014: Liebe to Go – Die längste Woche meines Lebens (The Longest Week)
- 2015: The Stanford Prison Experiment
- 2015: Spotlight
- 2016: Youth in Oregon
- 2016: Jackie: Die First Lady (Jackie)
- 2016: Jahrhundertfrauen (20th Century Women)
- 2017: Alien: Covenant
- 2017: Gypsy (Fernsehserie)
- 2017: Justice League
- 2019: After the Wedding
- 2019: Bernadette (Where’d You Go, Bernadette)
- Seit 2019: The Morning Show (Serie)
- 2021: Zack Snyder’s Justice League
- 2021: Die in a Gunfight
- 2023: Hello Tomorrow! (Fernsehserie)